# Rodina na baterky
Rodina na baterky (v anglickém originále The Mitchells vs. the Machines) je americký 3D animovaný film produkovaný Sony Pictures Animation a společností Netflix z roku 2021. Režisérem animovaného filmu byl Mike Rianda.

## Obsazení
- Abbi Jacobson jako Katie Mitchell[1]
- Danny McBride jako Rick Mitchell
- Maya Rudolph jako Linda Mitchell
- Mike Rianda jako Aaron Mitchell
- Olivia Colmanová jako PAL[2]
- Eric André jako Dr. Mark Bowman
- Fred Armisen jako Deborahbot 5000
- Beck Bennett jako Eric
- John Legend jako Jim Posey
- Chrissy Teigen jako Hailey Posey
- Charlyne Yi jako Abbey Posey
- Blake Griffin jako PAL Max Prime
- Conan O'Brien jako Glaxxon 5000
- Doug the Pug jako Monchi